# Hieronymus Johann Struck
Hieronymus Johann Struck († 2. Februar 1771) war ein deutscher Buchdrucker und Verleger. Er wirkte in Schwedisch-Pommern, und zwar nacheinander in Greifswald und in Stralsund. 

## Leben
Hieronymus Johann Struck stammte aus einer Buchdruckerfamilie. Sein Vater Samuel Struck (* 30. Dezember 1671 in Ratzeburg; † 1. März 1720 in Lübeck) war Buchdrucker in Lübeck, der 1579 gegründete Verlag Schmidt-Römhild führt sich über ihn als einen von damals drei Buchdruckern in Lübeck auf den Gründer des Verlagshauses Lauritz Albrecht zurück.
Im Jahre 1739 wurde Hieronymus Johann Struck in Greifswald akademischer Buchdrucker, also Buchdrucker für die Universität Greifswald. Zu den von ihm hergestellten Büchern zählen Albert Georg Schwartz’ Versuch einer Pommersch und Rügianischen Lehn-Historie  (1740, 1500 Seiten) und desselben Diplomatische Geschichte der Pommersch-Rügischen Städte Schwedischer Hoheit (1755, 888 Seiten). Ferner druckte er die von Johann Carl Dähnert herausgegebenen Zeitschriften Critische Nachrichten (1750–1754) und Pommersche Bibliothek (1750–1755). Über solchen Tätigkeiten kam es zu einem Streit mit der Universität: Vertreter der Universität, insbesondere der Jurist Augustin von Balthasar, meinten, dass Struck über dem Verlagsgeschäft seine eigentliche Aufgabe, nämlich den Druck der Universitätsschriften, vernachlässige. 
Im Jahre 1759 wechselte Struck nach Stralsund, wo er Regierungs-Buchdrucker (in Stralsund befand sich die Schwedische Regierung in Pommern) und zugleich Rats-Buchdrucker wurde. 
Nach seinem Tode im Jahre 1771 übernahm sein ältester Sohn Christian Lorenz Struck (* 1741; † 1793), die Stralsunder Rats- und Regierungsdruckerei, die auch nach dessen Tod im Besitz der Familie blieb. Sein jüngerer Sohn Johann Franz Struck übernahm eine Druckerei in Stettin.